# Lysimachia mexicana
Lysimachia mexicana är en viveväxtart som beskrevs av Paul Erich Otto Wilhelm Knuth. Lysimachia mexicana ingår i släktet lysingar, och familjen viveväxter. Inga underarter finns listade i Catalogue of Life.